# Myrsine bullata
Myrsine bullata là một loài thực vật thuộc họ Myrsinaceae. Đây là loài đặc hữu của Peru.